# Дерево Дружбы
Сад-музе́й «Де́рево Дру́жбы» — уникальный музей в городе Сочи, Краснодарский край, Россия.
Дерево Дружбы растет на территории цитрусового сада Всероссийского государственного научно-исследовательского института цветоводства и субтропических культур.

## История
В 1934 году учёный института Ф. М. Зорин для получения новых, морозостойких сортов цитрусовых посадил в саду деревце дикого лимона. В его крону он последовательно привил японские мандарины, испанские апельсины, китайские кинканы, итальянские лимоны, грейпфруты и др. — всего 45 видов и сортов цитрусовых. В 1940 году на этом дереве сделал прививку известный полярный исследователь О. Ю. Шмидт в память о посещении сада.
В 1957-м три вьетнамских врача предложили назвать это уникальное дерево-сад деревом Дружбы.
К настоящему времени на нем растут ветки, привитые представителями 167 стран мира. Всего на нем сделано более 630 прививок руками глав многих государств, видных общественных и политических деятелей, космонавтов, ученых и представителей культуры.
Рядом с деревом Дружбы растет еще 60 молодых деревьев дружбы. Их посадили люди из разных стран, представители разных профессий. В саду растут деревья из США, Польши, Канады, Японии и других стран.
В 1981 году по инициативе продолжателя дела Зорина — Людмилы Макаровны Дмитриенко — в саду открылся музей (архитекторы Е. И. Боркалов, А. И. Савельев). Экспонатами его стали подарки дереву Дружбы людей разных стран мира. Это национальные сувениры, письма, фото, реликвии, музыкальные инструменты, монеты, значки, шкатулки с землёй с памятных и исторических мест. Всего в музее хранится свыше 20 тысяч подарков со всех континентов планеты.

## Адрес
354002 Россия, г. Сочи, ул. Фабрициуса, 2/28

## Фотографии

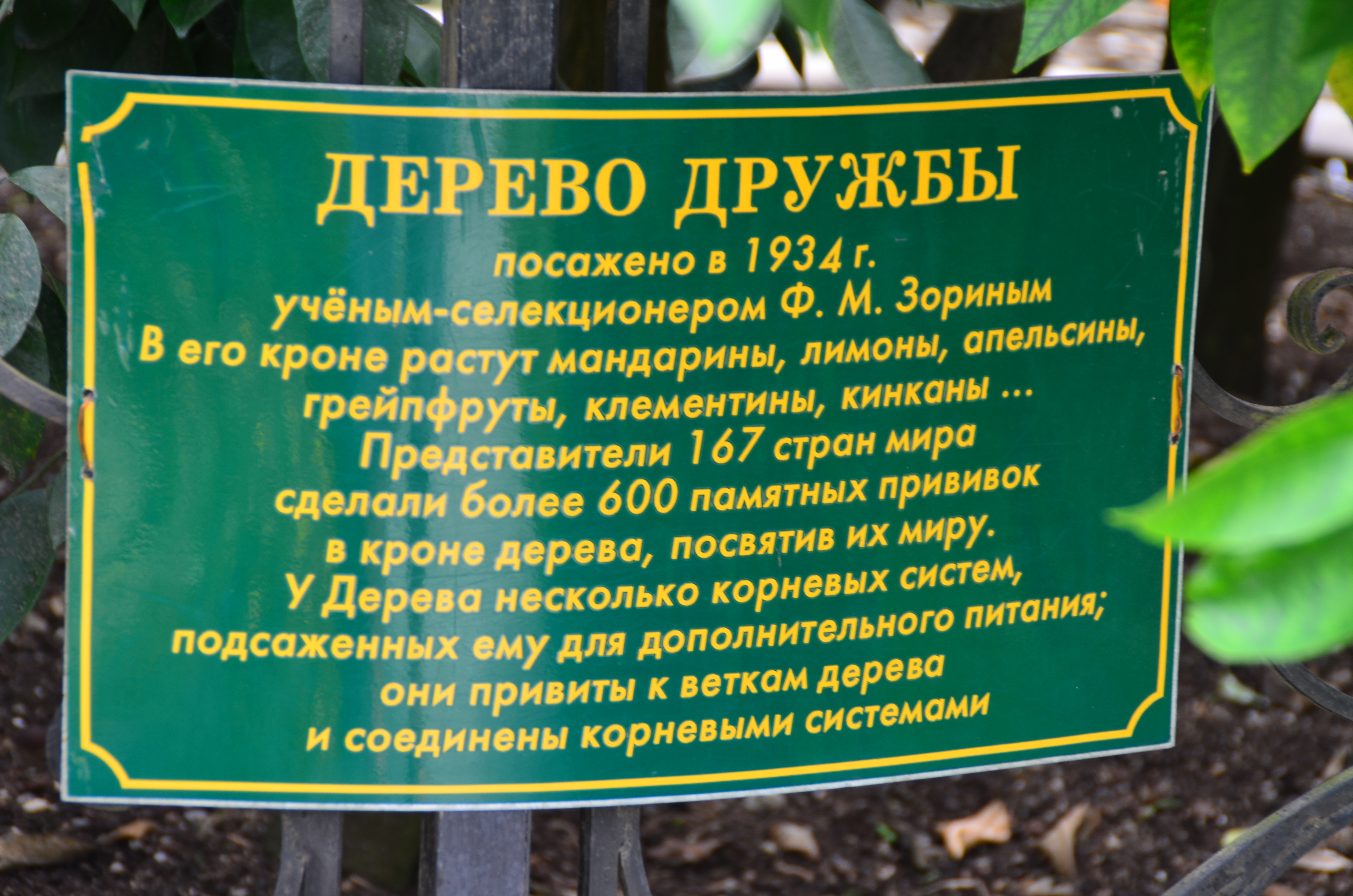
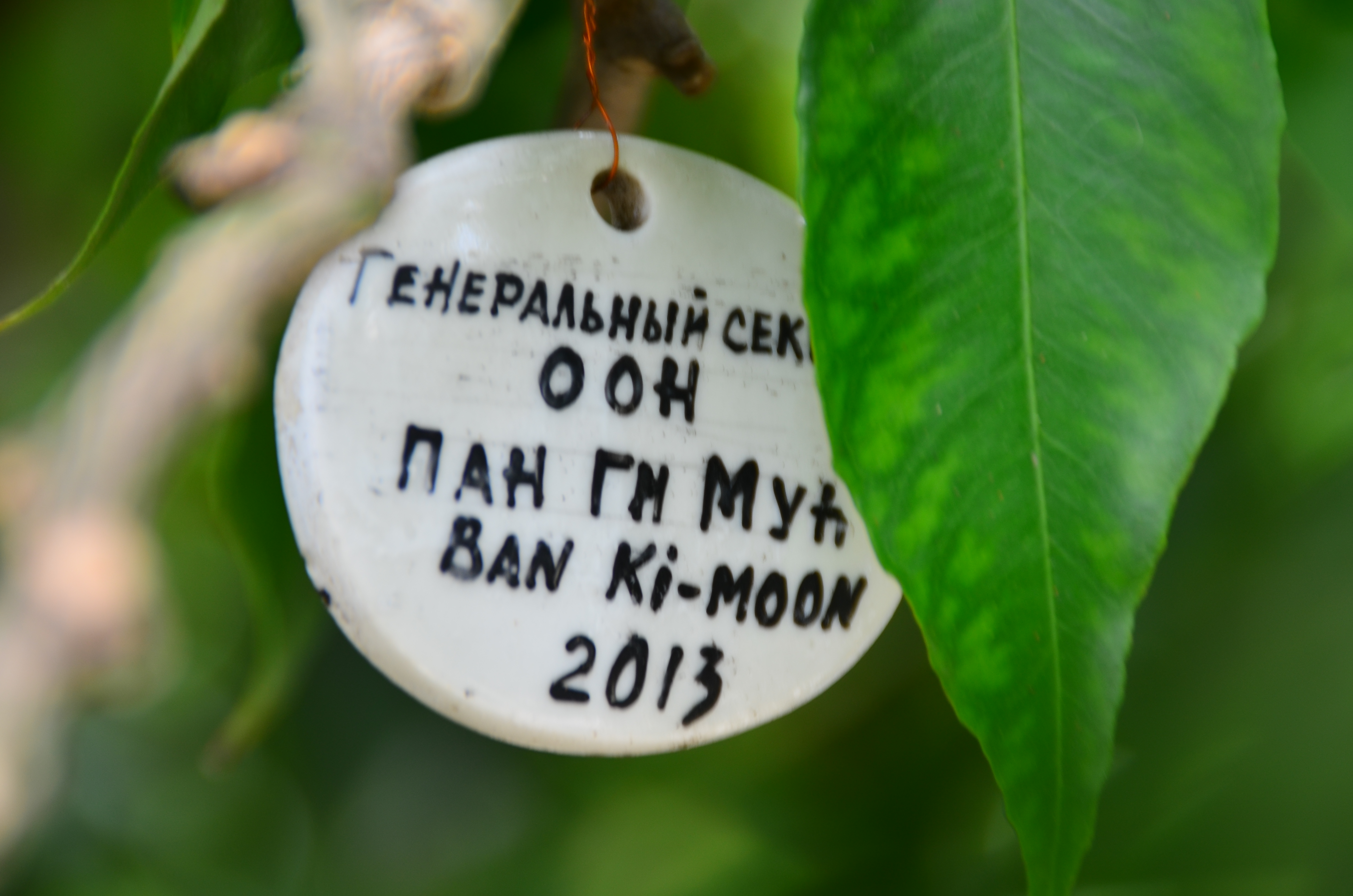
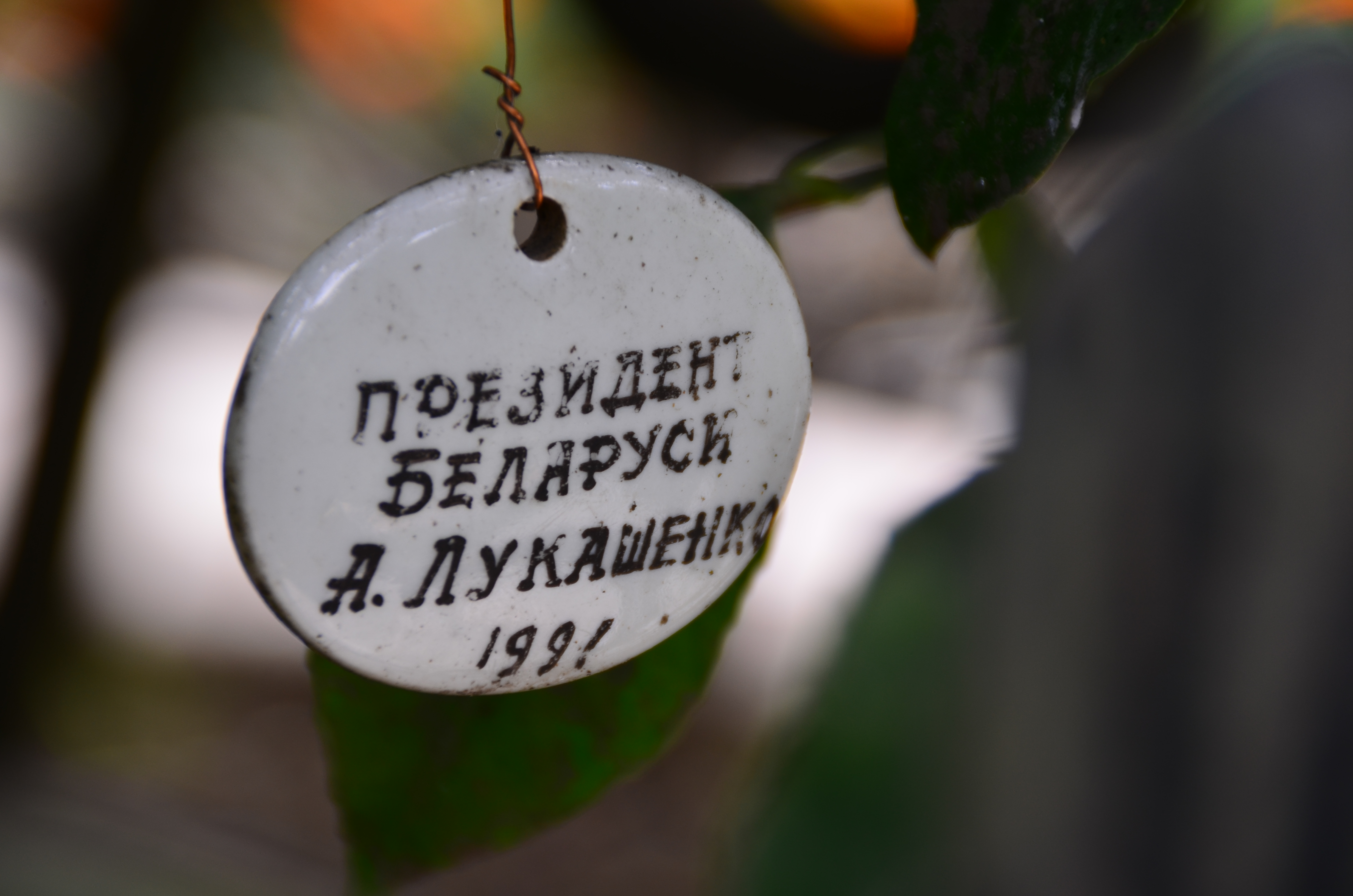
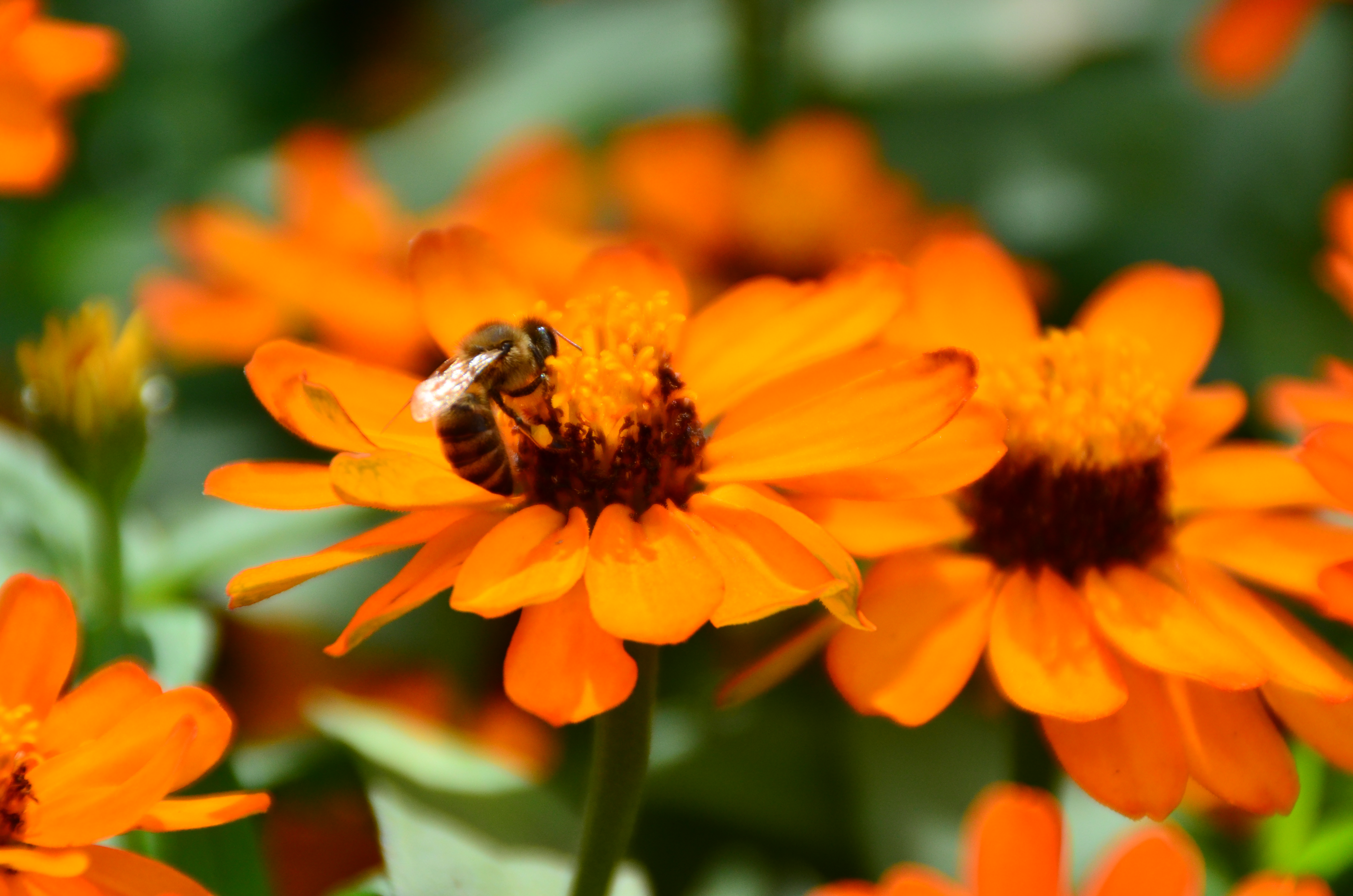
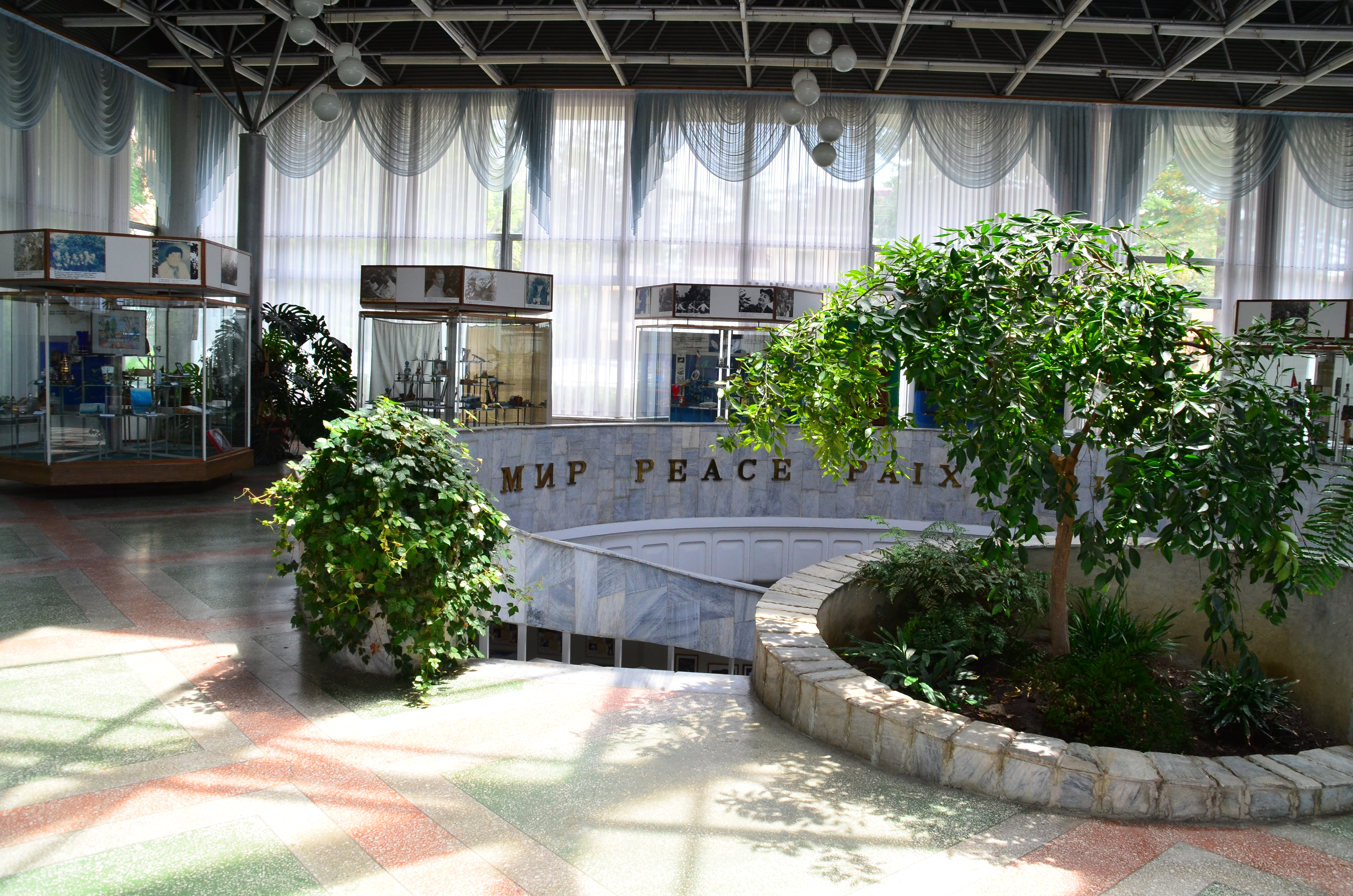
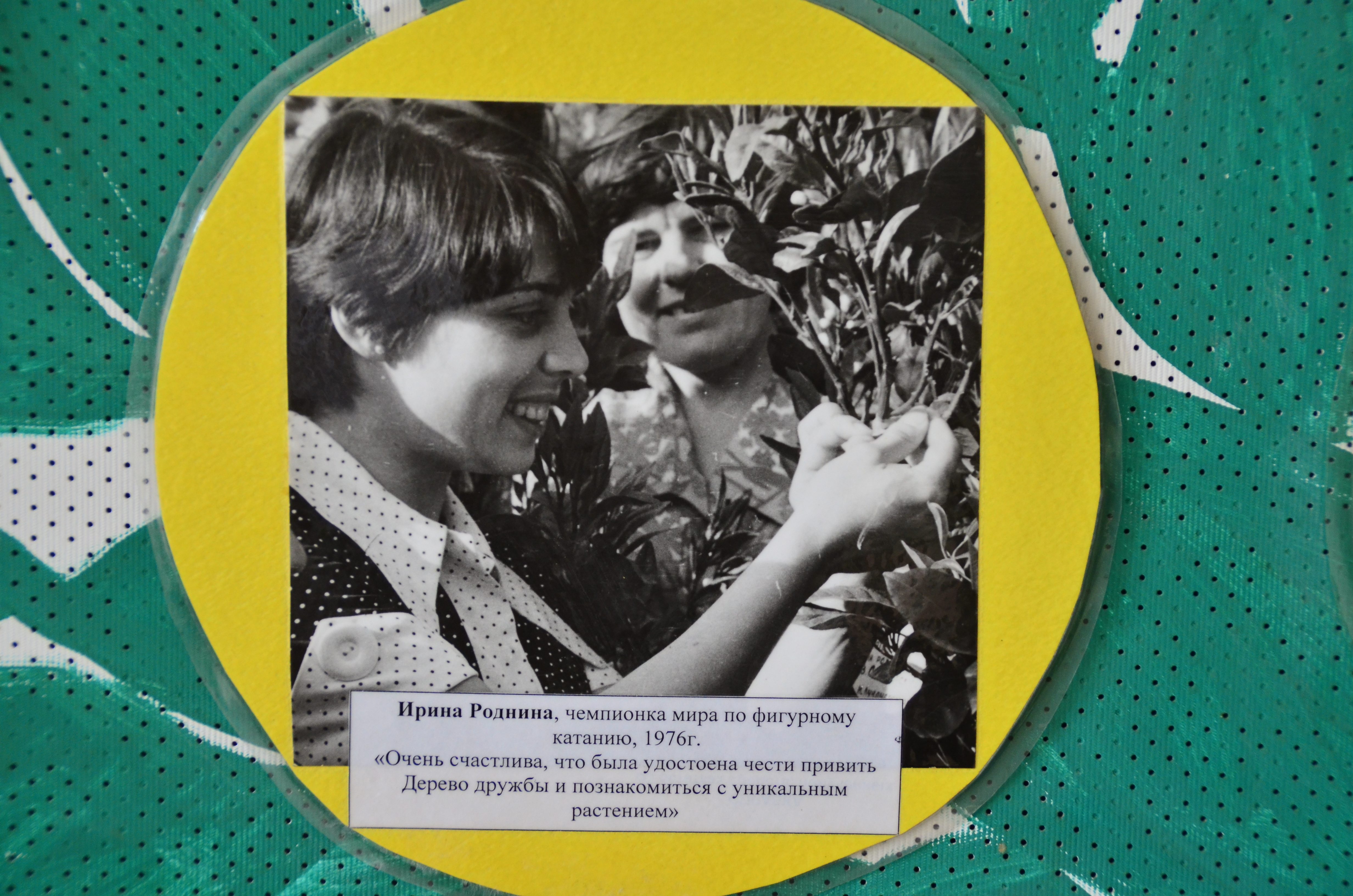
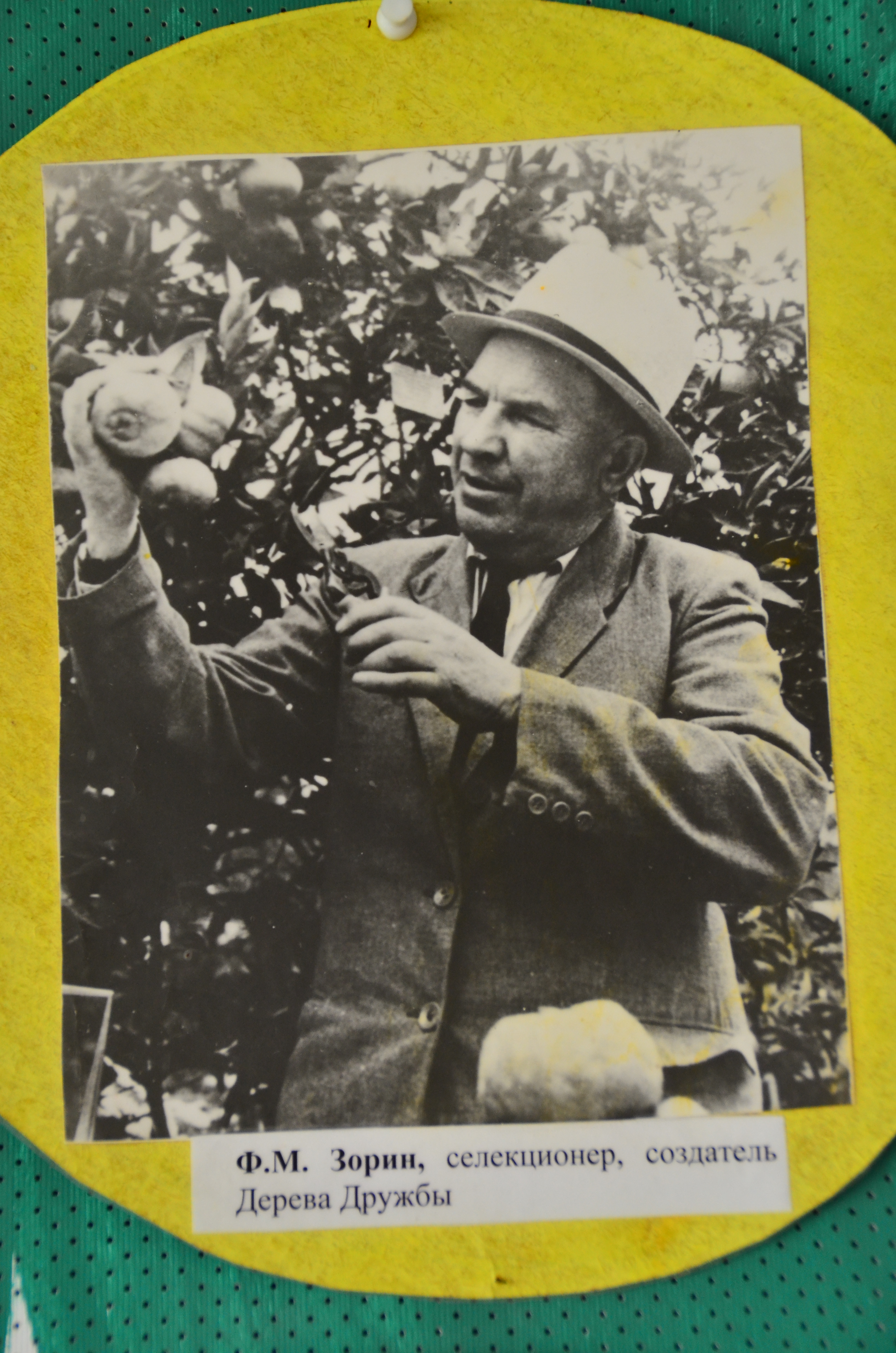
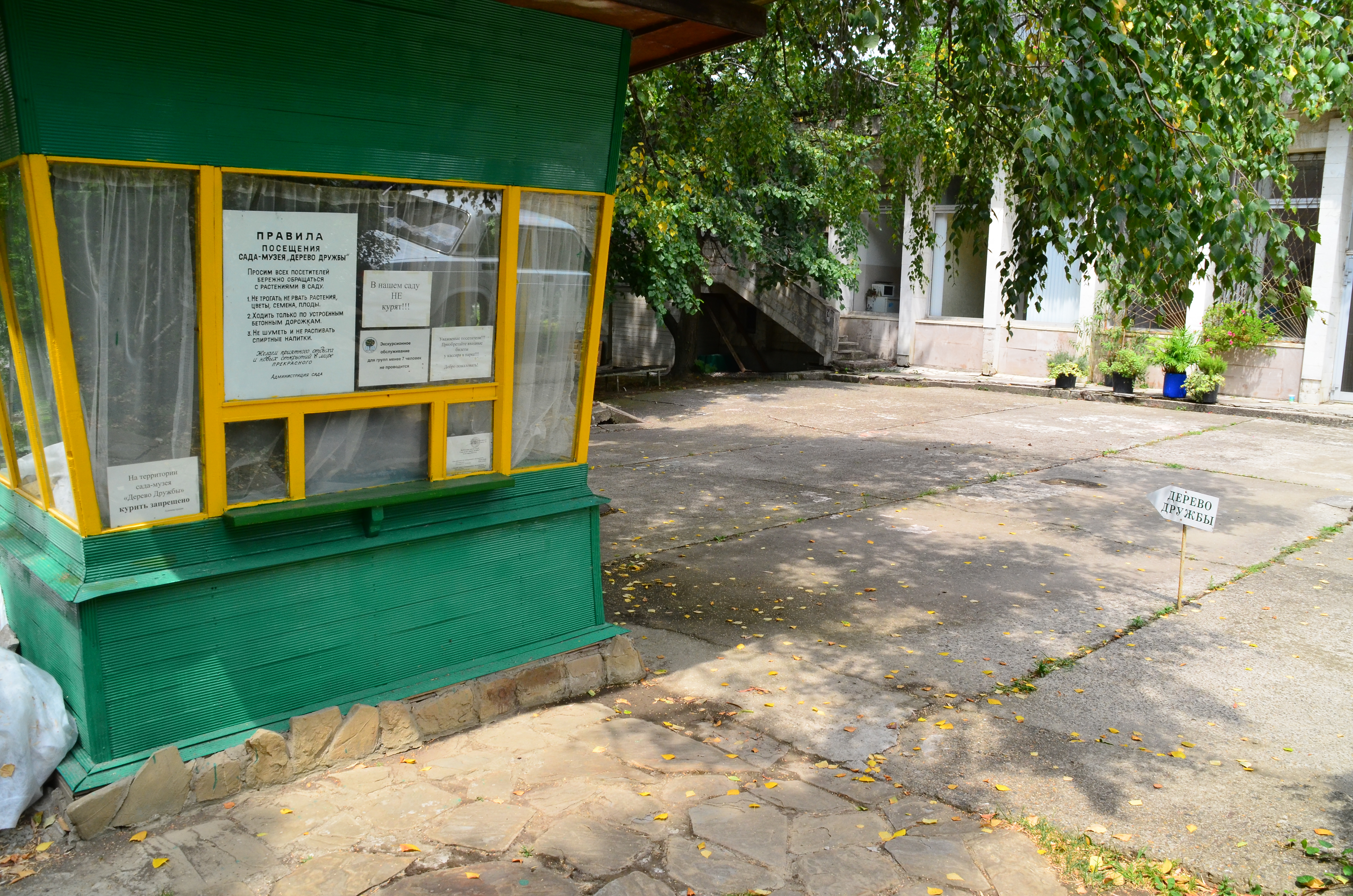
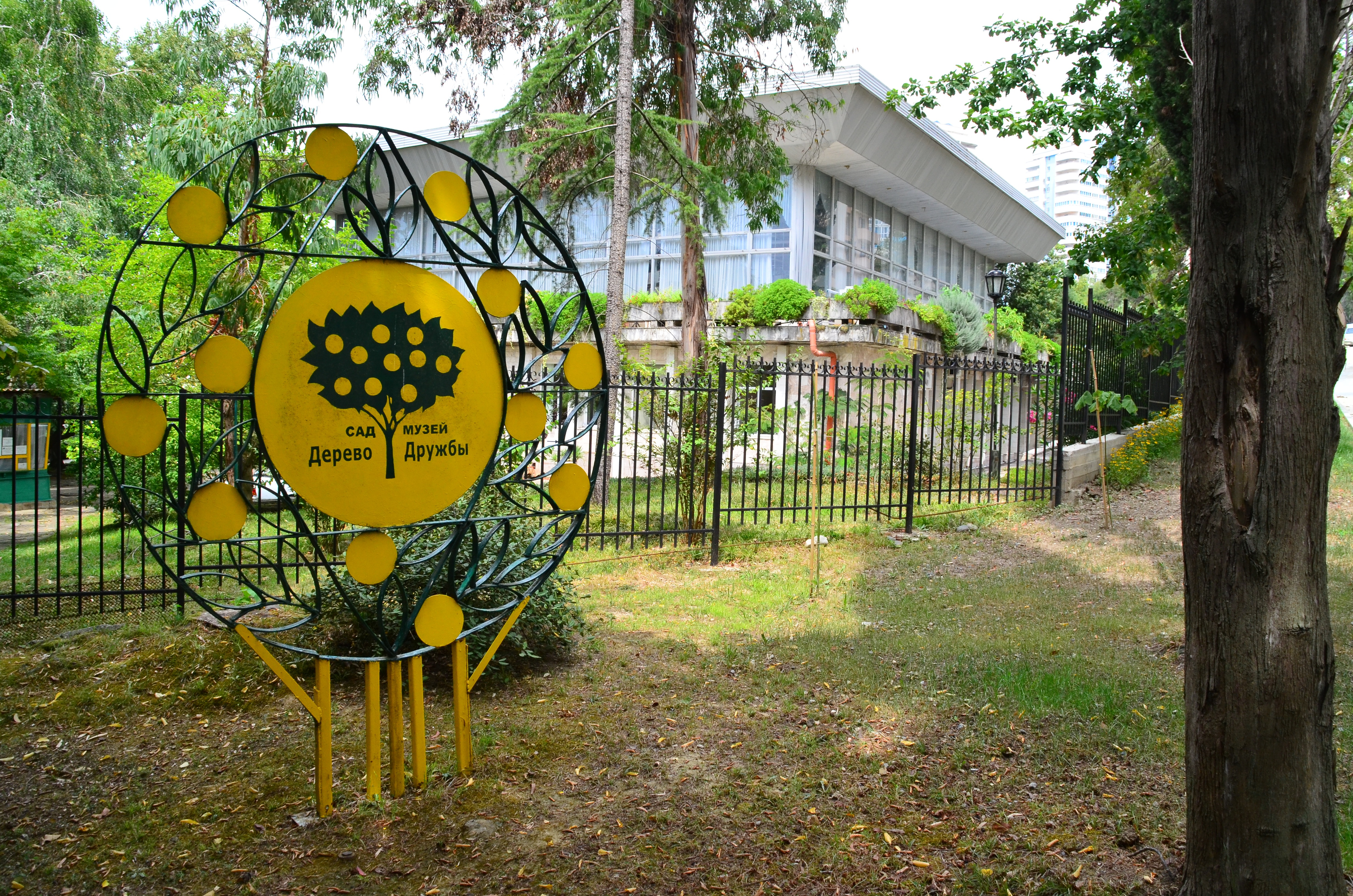
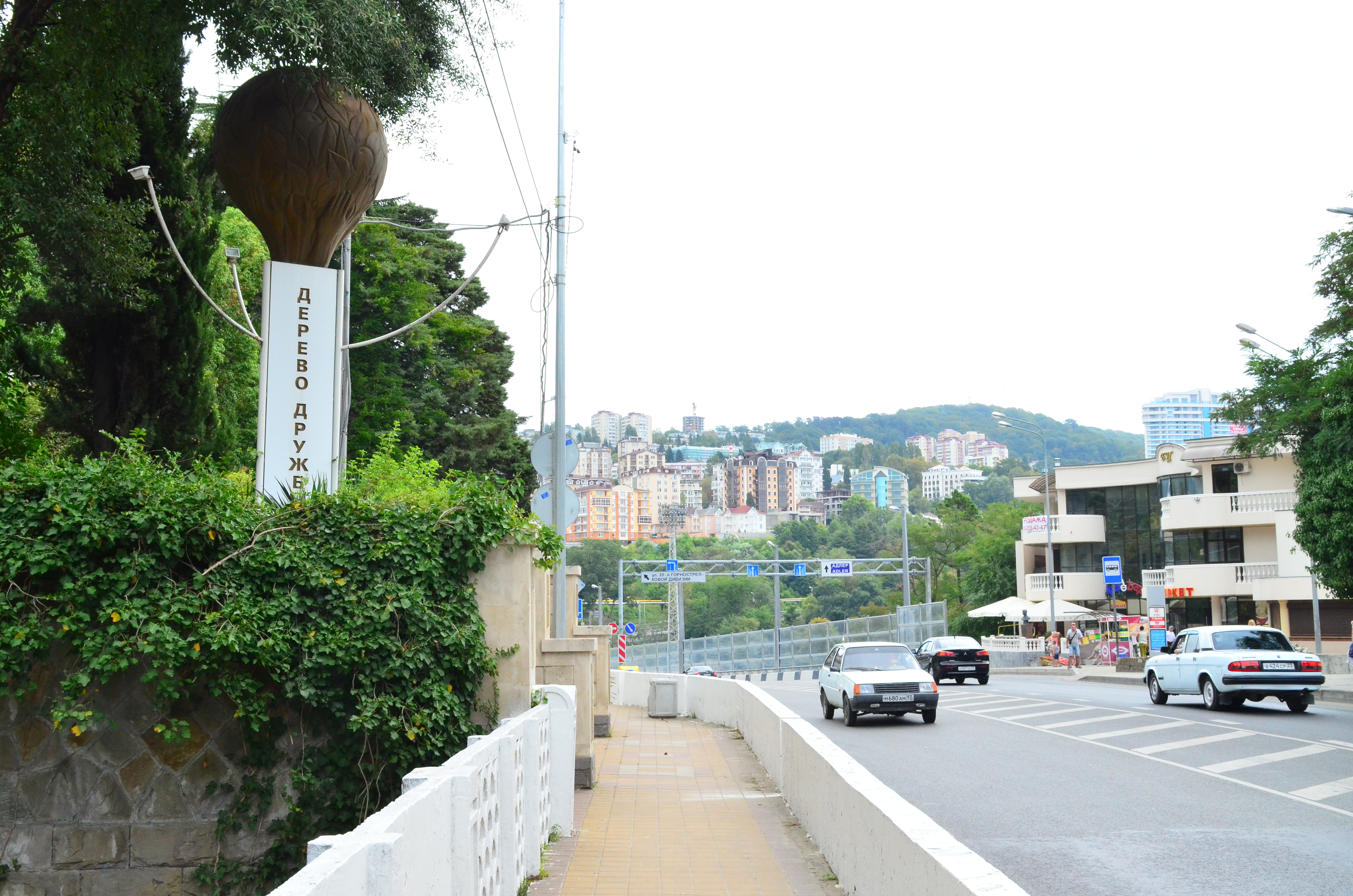
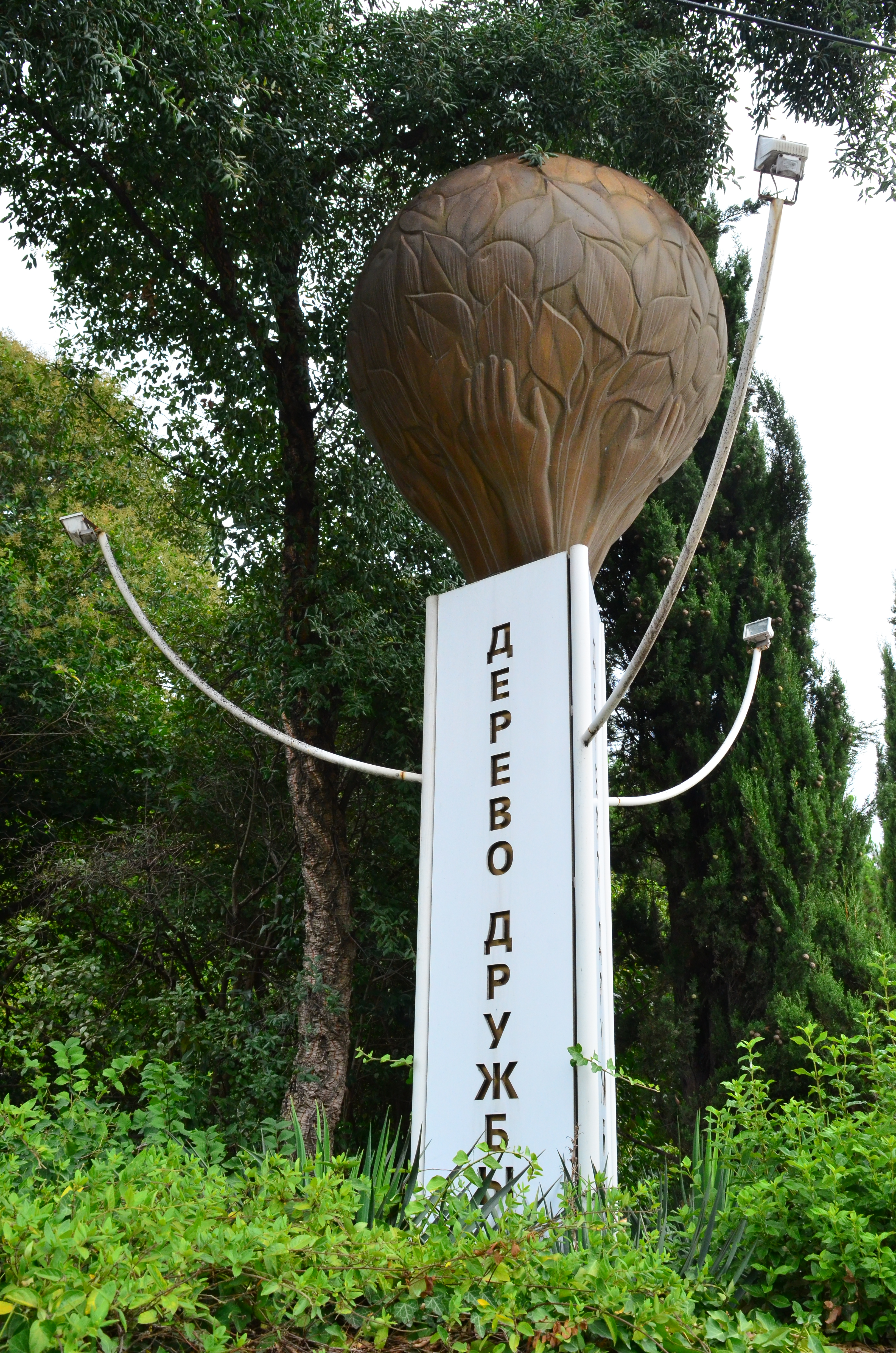
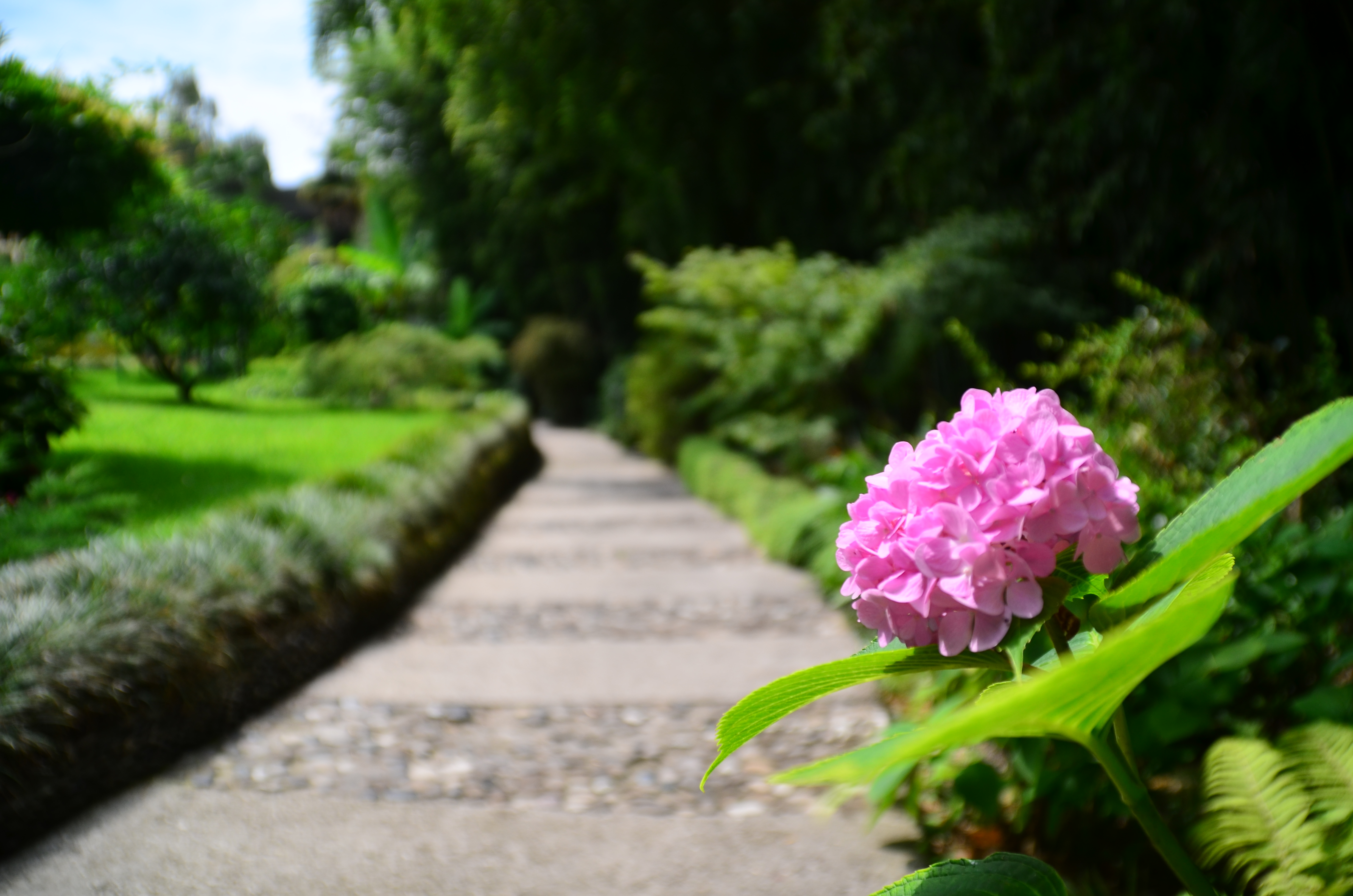
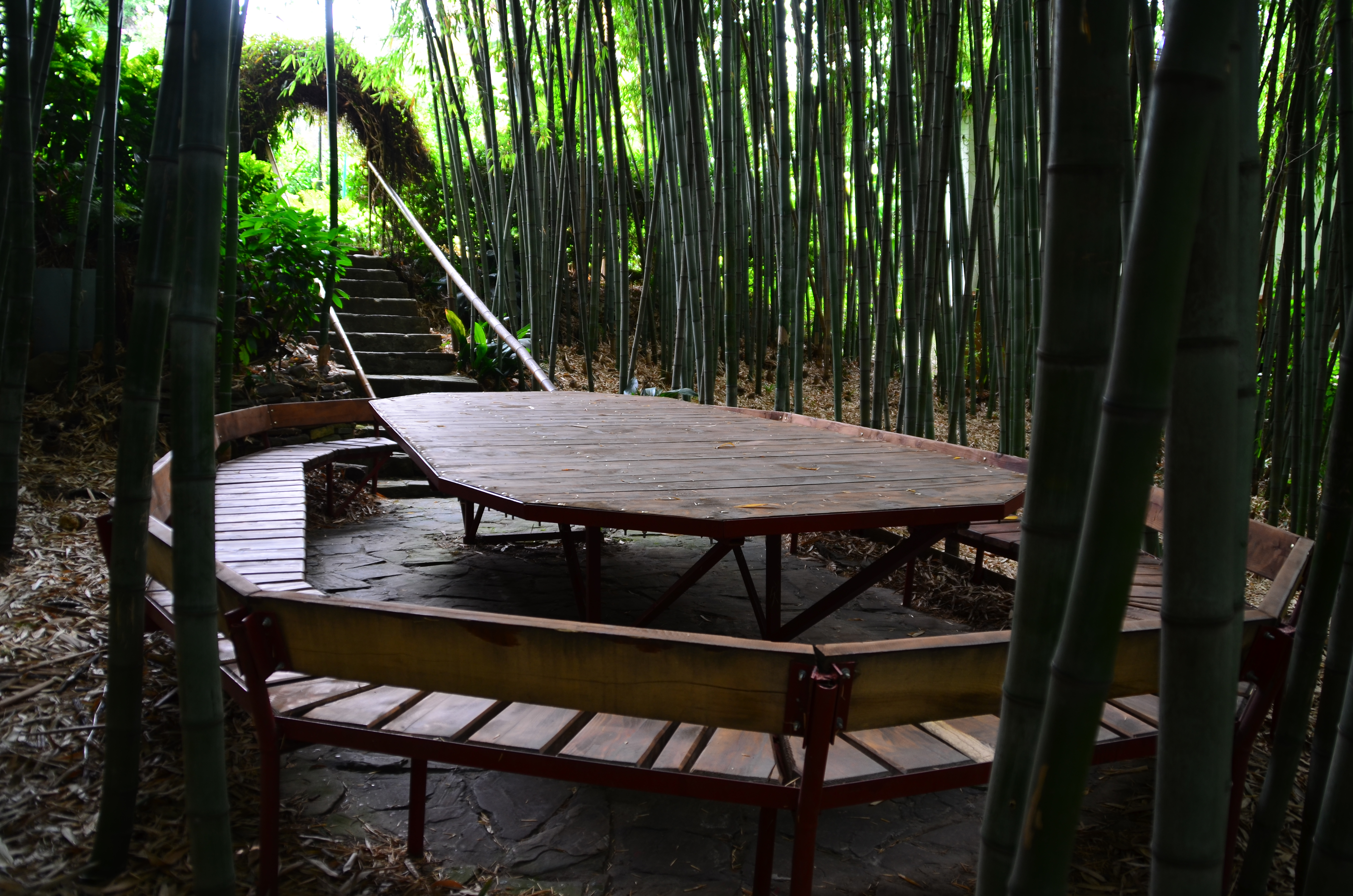
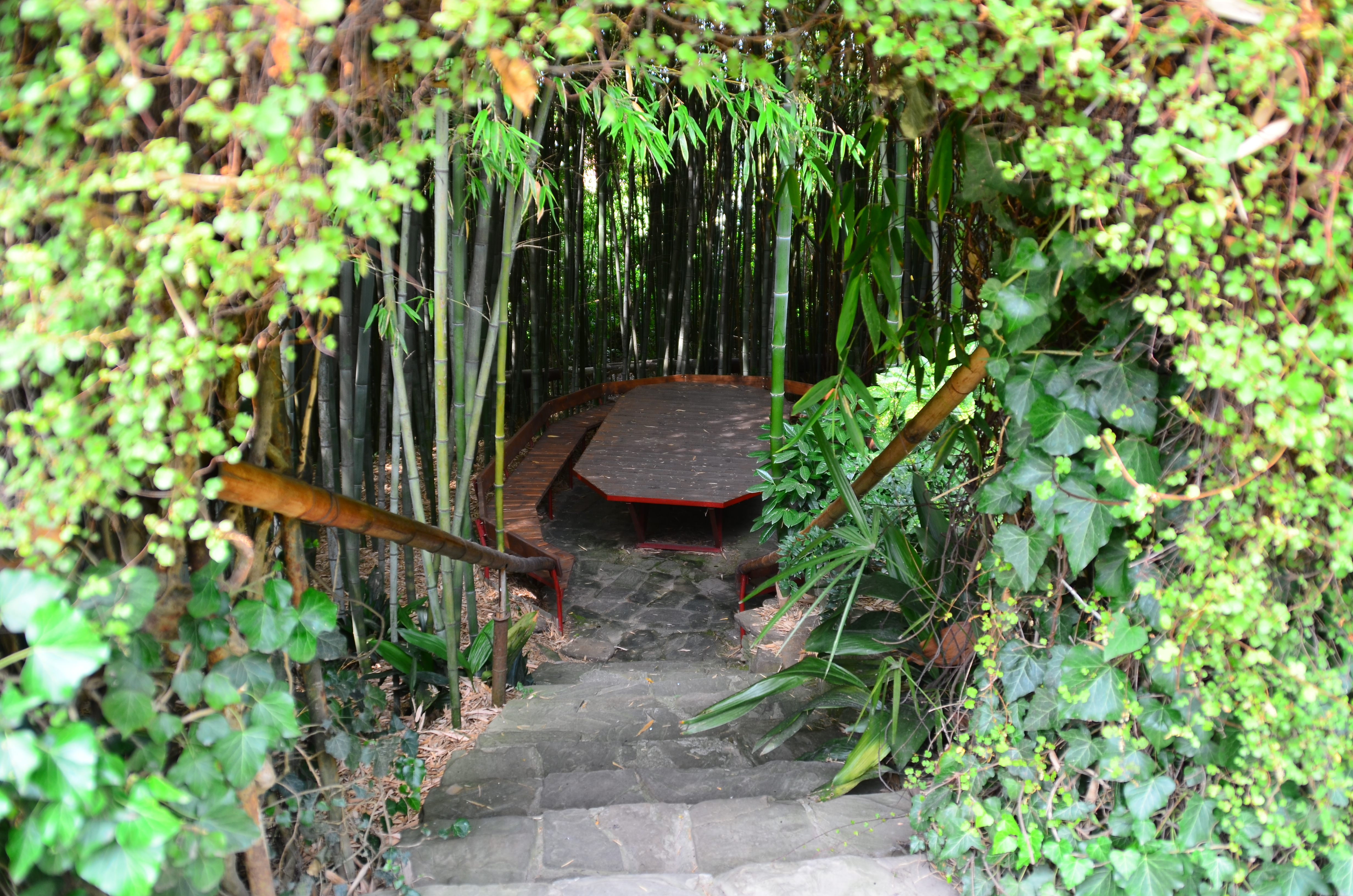
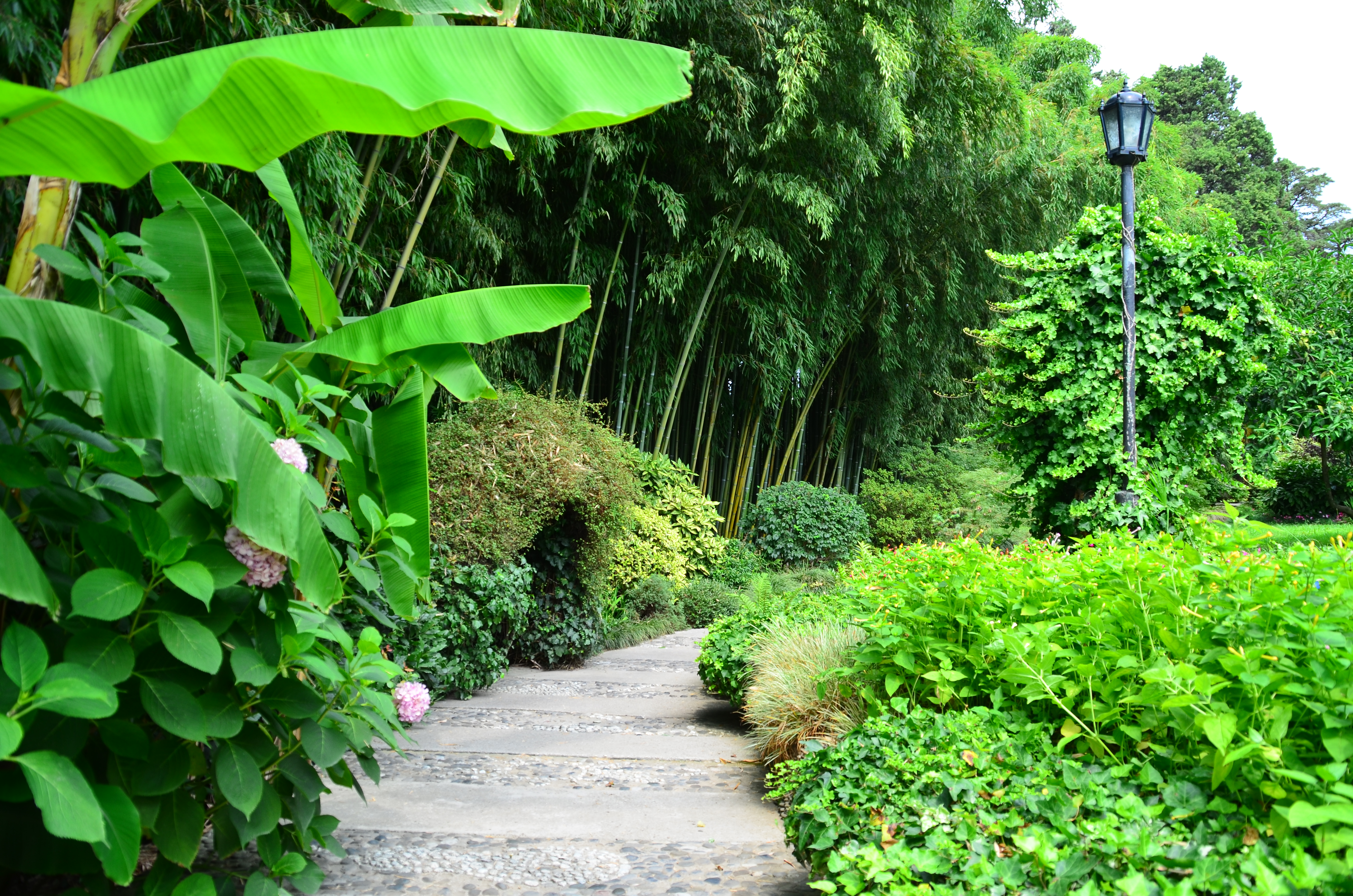
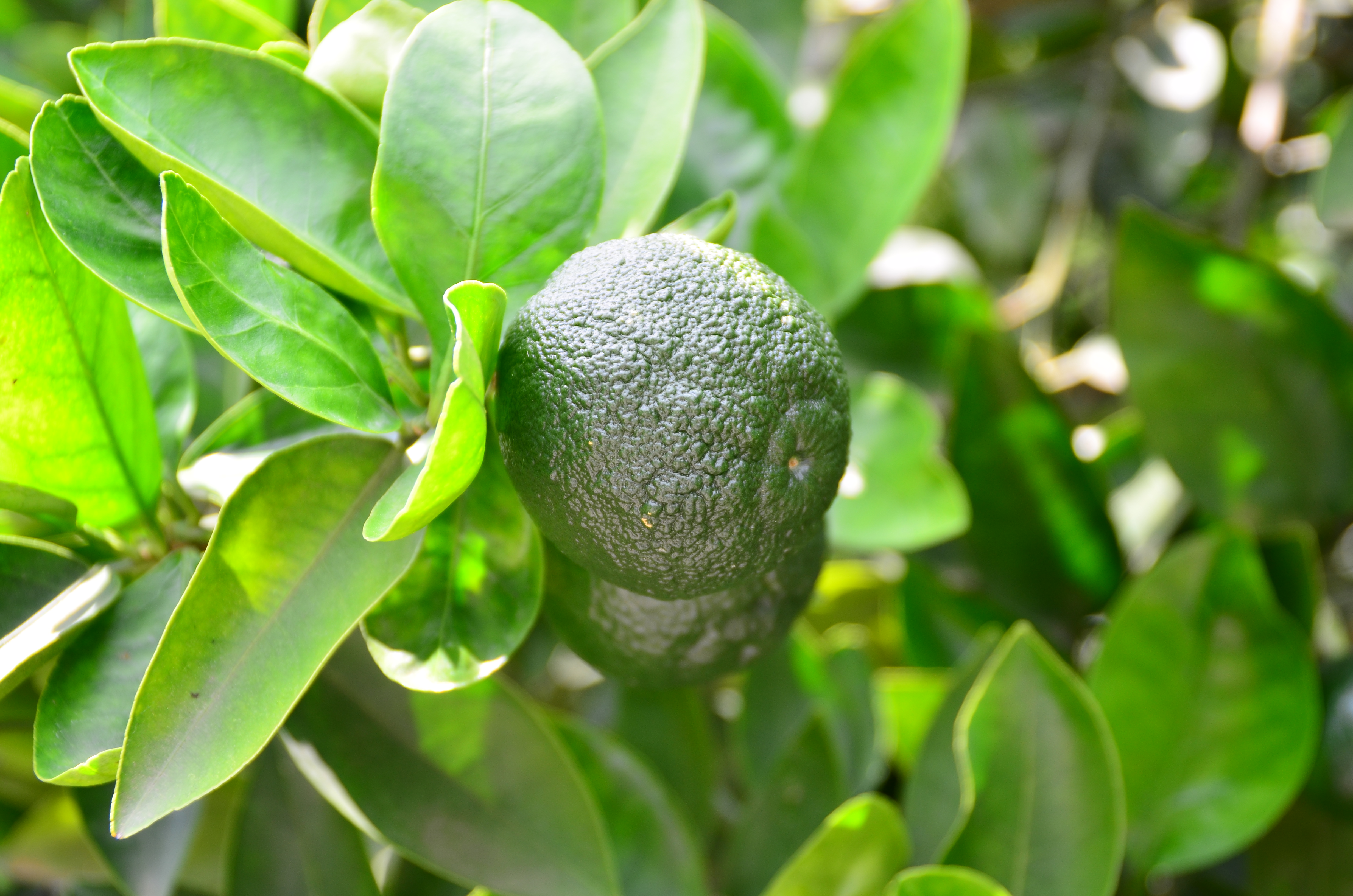
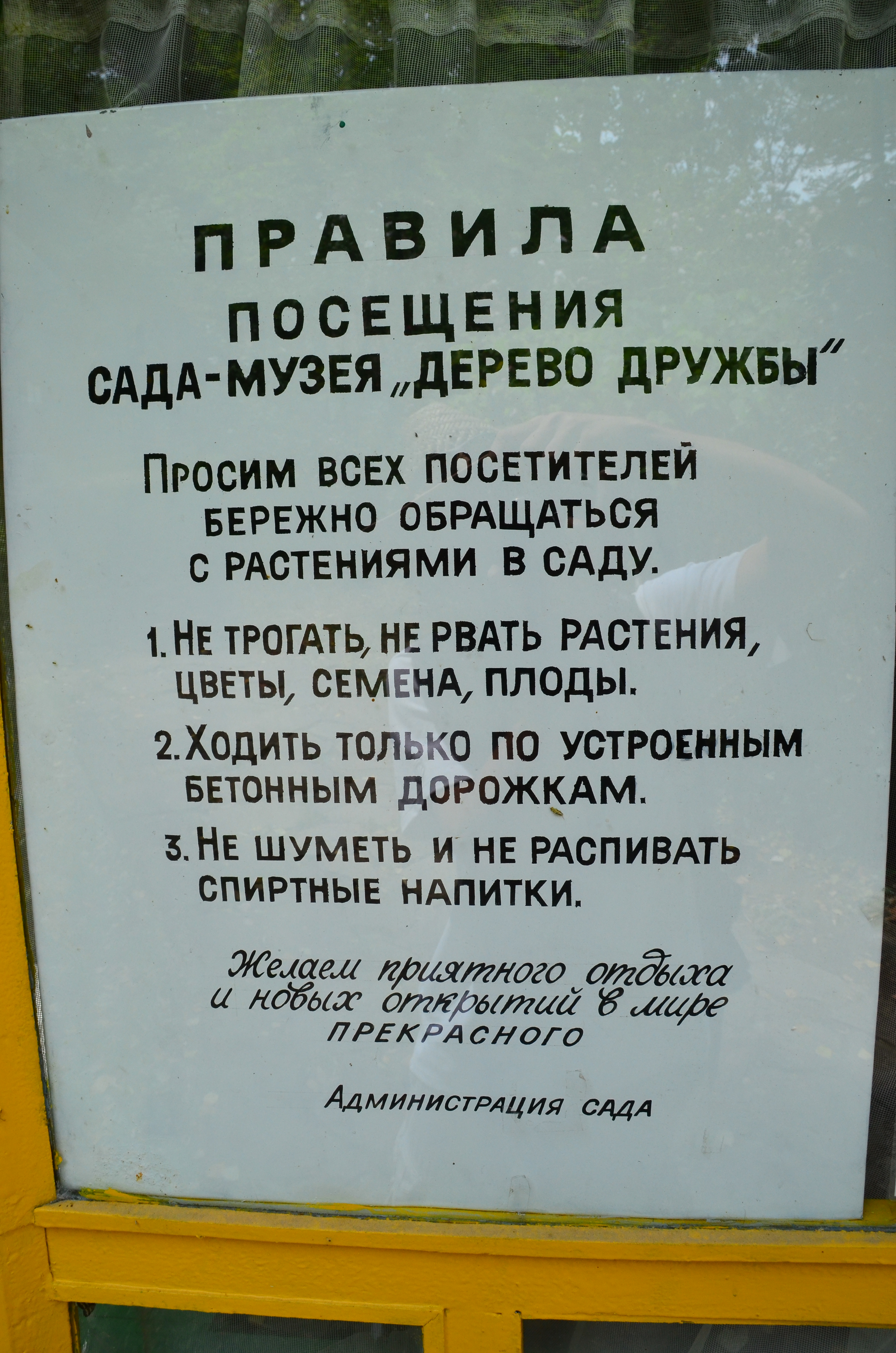
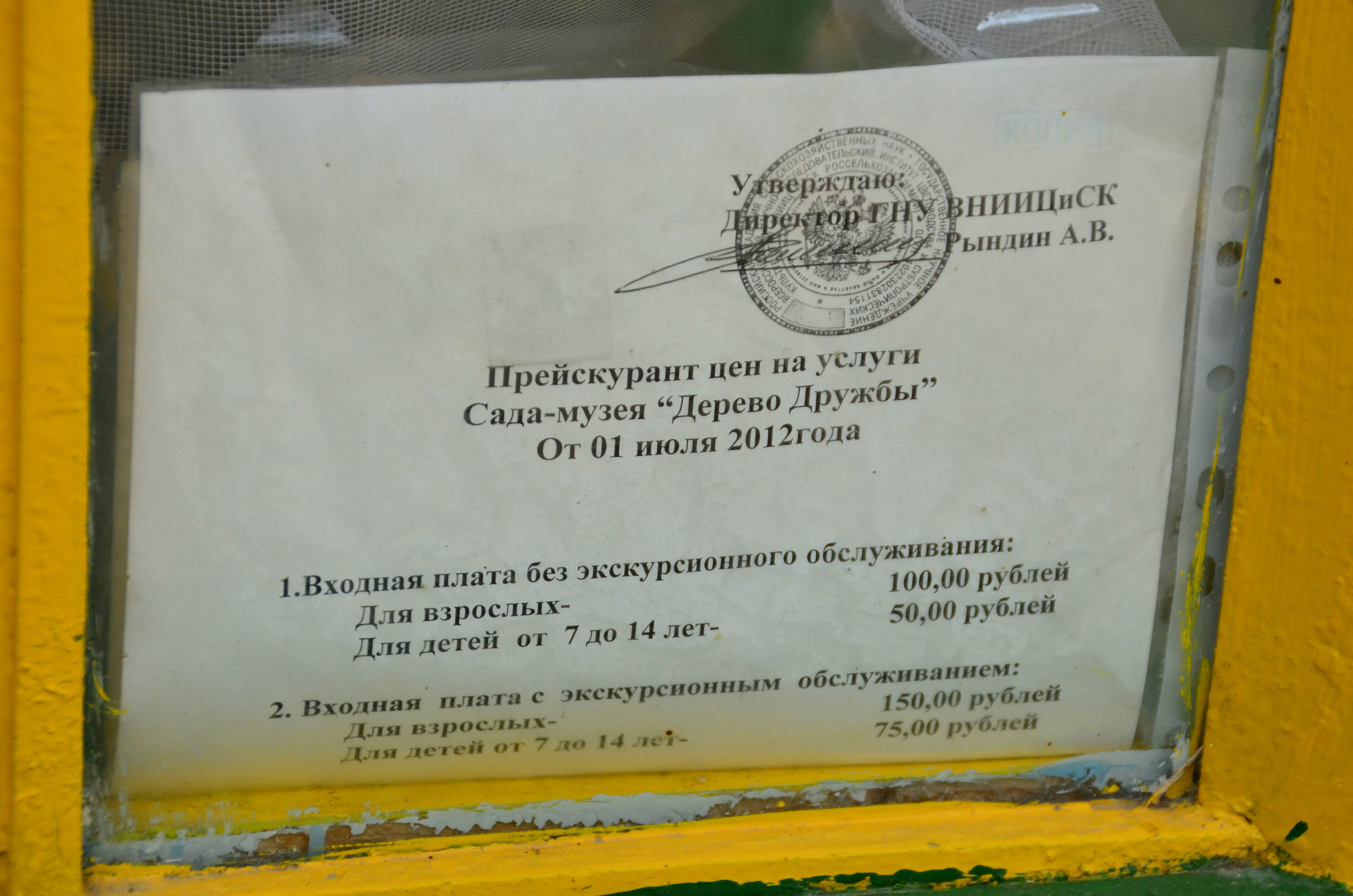
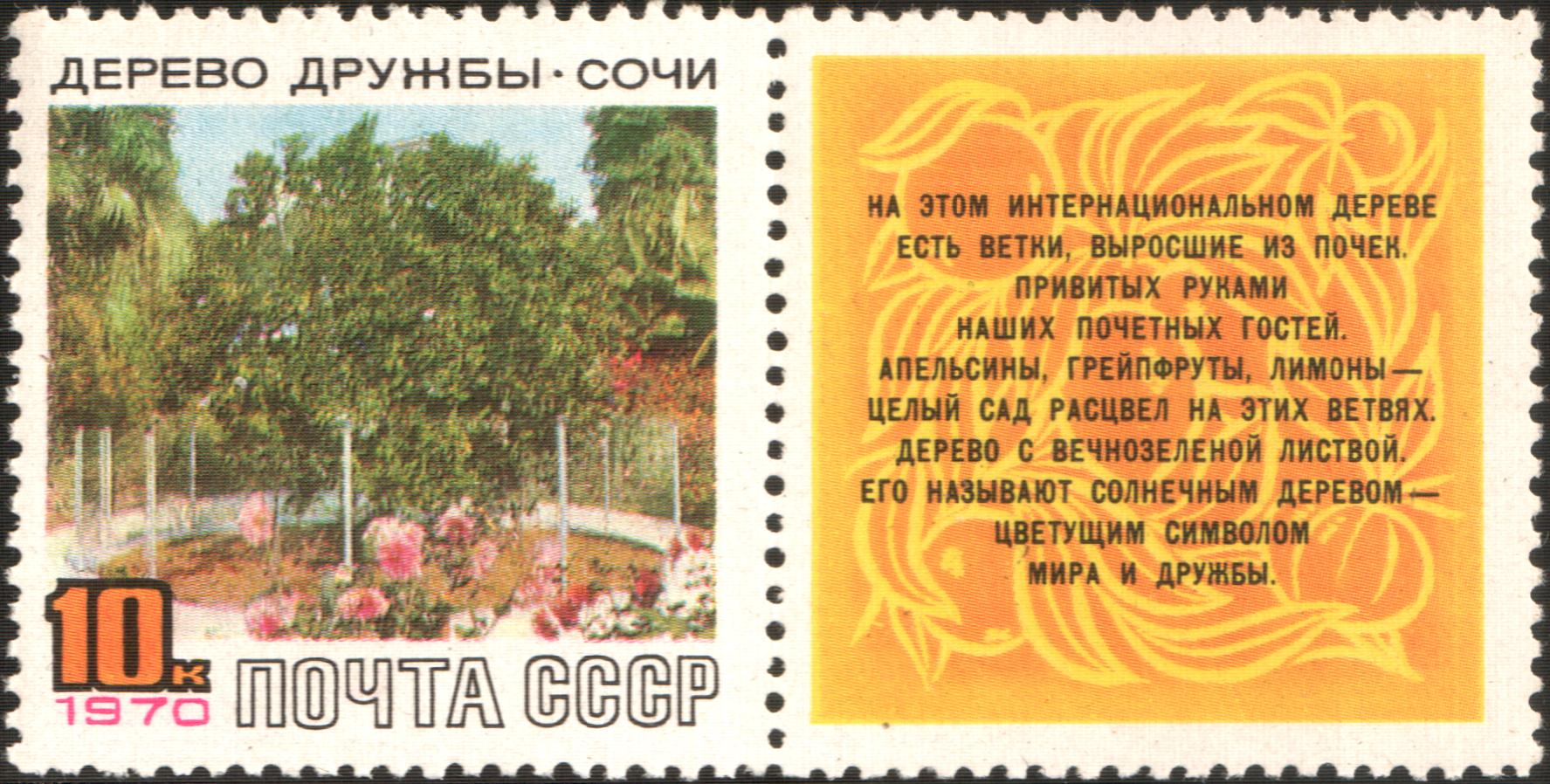
Почтовая марка, 1970 год